# Passion impossible
Pour les articles homonymes, voir Another Day.
Pour plus de détails, voir Fiche technique et Distribution.
Passion Impossible (Another Day) est un téléfilm américain réalisé par Jeffrey Reiner.

## Synopsis
Kate est une femme comblée et épanouie dans son couple. Un jour, elle découvre qu'elle est enceinte. Mais elle et son copain, Paul, sont en désaccord et cela conduit Kate à quitter son domicile. Elle conduit toute la journée avant de retrouver son meilleur ami depuis l'enfance, David. Le lendemain, elle apprend le décès de Paul dans un incendie d'une usine. Il était prévu que Paul ne soit pas dans l'usine et il est conclu qu'il s'est suicidé. Des années plus tard, Kate a déménagé avec sa fille, Megan, et son nouveau petit ami est David. Alors que Kate et David discutait près de la rivière, Megan est emporté par le courant du fleuve. David et Kate sautent dans le courant pour la sauver.
Kate se réveille et découvre qu'elle a voyagé dans le temps avant l'accident de Paul.

## Distribution[1]
- Shannen Doherty (VF : Anne Rondeleux) : Kate Walker
- Julian McMahon (VF : Arnaud Arbessier) : David Cameron
- Max Martini (VF : Patrick Borg) : Paul Marshall
- Chad Bruce (VF : Vincent Ropion) : Ian Thompson